# Benigne hereditäre Chorea
Die Benigne Hereditäre Chorea ist eine sehr seltene angeborene Erkrankung mit einer Bewegungsstörung (Chorea) bereits im Kindesalter ohne nennenswerte Verschlechterung im „gutartigen“ (benignen) Verlauf und ohne weitere klinische Auffälligkeiten.
Synonyme sind: BHC; Chorea, familiäre gutartige
Die Erstbeschreibung stammt aus dem Jahre 1966 durch die US-amerikanischen Ärzte A. F. Haerer und Mitarbeiter auf dem Jahrestreffen der American Academy of Neurology in Philadelphia, PA, publiziert im Jahre Juni 1967 Nahezu zeitgleich erschien ein Bericht von Jonathan H. Pincus und Abe Chutorian.

## Verbreitung
Die Häufigkeit ist nicht bekannt, die Vererbung erfolgt autosomal-dominant, eventuell auch autosomal-rezessiv.

## Ursache
Der Erkrankung liegen – zumindest teilweise – Mutationen im NKX2-1-Gen auf Chromosom 14 Genort q13.3 zugrunde, welches für den Thyroidalen Transkriptionsfaktor 1 kodiert.
Mutationen dieses Genes werden auch verantwortlich gemacht für das Hirn-Lunge-Schilddrüsen-Syndrom, Synonym: Choreoathetose-Hypothyreose-neonatale Atemnot-Syndrom und den nichtmedullären Schilddrüsenkrebs (NMTC).

## Klinische Erscheinungen
Klinische Kriterien sind:
- Manifestation in Kleinkindes- oder Kindesalter
- keine Progredienz
- keine Entwicklung einer Demenz oder sonstige kognitive Beeinträchtigung
- Verschlechterung unter Stress oder Angst

Hinzu können Entwicklungsretardierung, Dysarthrie, Myoklonie, Aufmerksamkeitsdefizit-/Hyperaktivitätsstörung, Lernschwierigkeiten oder Hyperreflexie kommen.